# 1411
سنة 1411 كانت سنة بسيطة تبدأ يوم الخميس (الرابط يظهر نموذج التقويم الكامل للسنة) من التقويم اليولياني.

## الأحداث
- 26 فبراير: تأسيس مدينة أحمد آباد وتقع حاليا في الهند.
- نهاية الحرب البولندية الليتوانية التوتونية في 1 فبراير 1411 والتي بدأت في 14 أغسطس 1409.

## مواليد
- ابن تغري مؤرخ مصري كان أبوه من كبار أمراء المماليك
- خوان دي مينا شاعر إسباني
- ريتشارد يورك
- عبد الوهاب بن عربشاه

## وفيات
- آن دي مورتيمر.
- الناصر فرج بن برقوق.
- خليل سلطان.
- دولت هاتون.